# Bruno Corra
Bruno Corra, pseudonimo di Bruno Ginanni Corradini (Ravenna, 9 giugno 1892 – Varese, 20 novembre 1976), è stato uno scrittore e sceneggiatore italiano.

## Biografia
Figlio del conte Tullio Ginanni Corradini (che fu anche sindaco di Ravenna) e fratello di Arnaldo Ginna (i nomi Corra e Ginna vennero suggeriti da Giacomo Balla per assonanza con le parole correre e ginnastica), trascorre l'infanzia e gran parte della giovinezza nella città natale, affiancando agli studi regolari diverse letture eclettiche, interessandosi di tutto lo scibile, dalla letteratura all'arte, dalla filosofia alla teosofia.
Alla fine del 1912 fonda con Mario Carli ed Emilio Settimelli la rivista Il Centauro, espressione di una non dogmatica concezione dell'arte. Sulla scia delle idee anti-passatiste aderisce poi al Futurismo e firma alcuni dei maggiori manifesti del movimento: Pesi, Misure e Prezzi del Genio Artistico nel 1914, Il Teatro Futurista Sintetico nel 1915 e il Manifesto della cinematografia futurista nel 1916, quest'ultimo assieme a Filippo Tommaso Marinetti e Emilio Settimelli.
Il 1º giugno 1916 a Firenze è, con Settimelli, Carli, Remo Chiti e Ginna, tra i fondatori del periodico L'Italia futurista, di cui condivide con Settimelli la direzione.
Sempre nel 1916 partecipa alla realizzazione del film Vita Futurista, in collaborazione con Balla e Marinetti, film prodotto e diretto da Ginna (oggi del film non rimangono che pochi fotogrammi).
Nel 1917 pubblica il romanzo sintetico Sam Dunn è morto, uno dei massimi prodotti dell'avanguardia italiana.
Si allontana dal Futurismo qualche anno dopo la fine della prima guerra mondiale, pubblicando romanzi d'evasione e commedie brillanti che ottengono un discreto successo di pubblico, quali L'isola dei baci del 1918, ideato con Marinetti, o Il Passatore del 1929 (sul brigante Stefano Pelloni).
Pubblica vari titoli per l'editore Sonzogno, tra cui il romanzo Bevitori di sangue nel 1922, descritto nel Catalogo Sonzogno: "Questo romanzo nel quale è scolpita, attraverso una completa avventura passionale, la storia sanguinosa dell'utopia comunista, distrutta da un trionfo di italianità, è offerto in omaggio dall'autore, con una lettera prefatoria, a Benito Mussolini" (p.32).

## Filmografia
- Inventiamo l'amore (1938)
- Traversata nera (1939)
- Il pozzo dei miracoli (1949)
- El hombre de las sorpresas (1949)
- Inganno (1952)

## Opere

### Teatro
- La canaglia, 3 atti, 1920 (con Emilio Settimelli)
- Becco + Becco = Felicità, 1920 (con Emilio Settimelli)
- Alterazioni di carattere, (con Arnaldo Ginna)
- Le mani, (con Filippo Tommaso Marinetti)
- Le torri del diavolo, 1935 (con Giuseppe Achille)
- E dev’essere un maschio, 1935 (con Giuseppe Achille)
- Traversata nera, "Il Dramma", n. 244, 15 ottobre 1936, pp. 2-24 (con Giuseppe Achille)
- Toccasana, 1937 (con Giuseppe Achille)
- Il pozzo dei miracoli, "Il Dramma", n. 262, 15 luglio 1937, pp. 2-25 (con Giuseppe Achille)
- Inventiamo l'amore, "Scenario", febbraio 1938 (con Giuseppe Achille)
- Le donne sono così, "Il Dramma", n. 288, 15 agosto 1938, pp. 4-26 (con Giuseppe Achille)
- La trovata dell’Avvocato Max, un atto e tre tempi, "Il Dramma", n. 334, 15 luglio 1940, pp. 42-47
- Addio a tutto questo, 3 atti, 1940 (con Giuseppe Achille)
- Il cuore di allora, tre atti, "Il Dramma", n. 356, 15 giugno 1941, pp. 9-29 (con Giuseppe Achille)
- Ambizione, 3 atti, 1942 (con Giuseppe Achille)